# Menuett

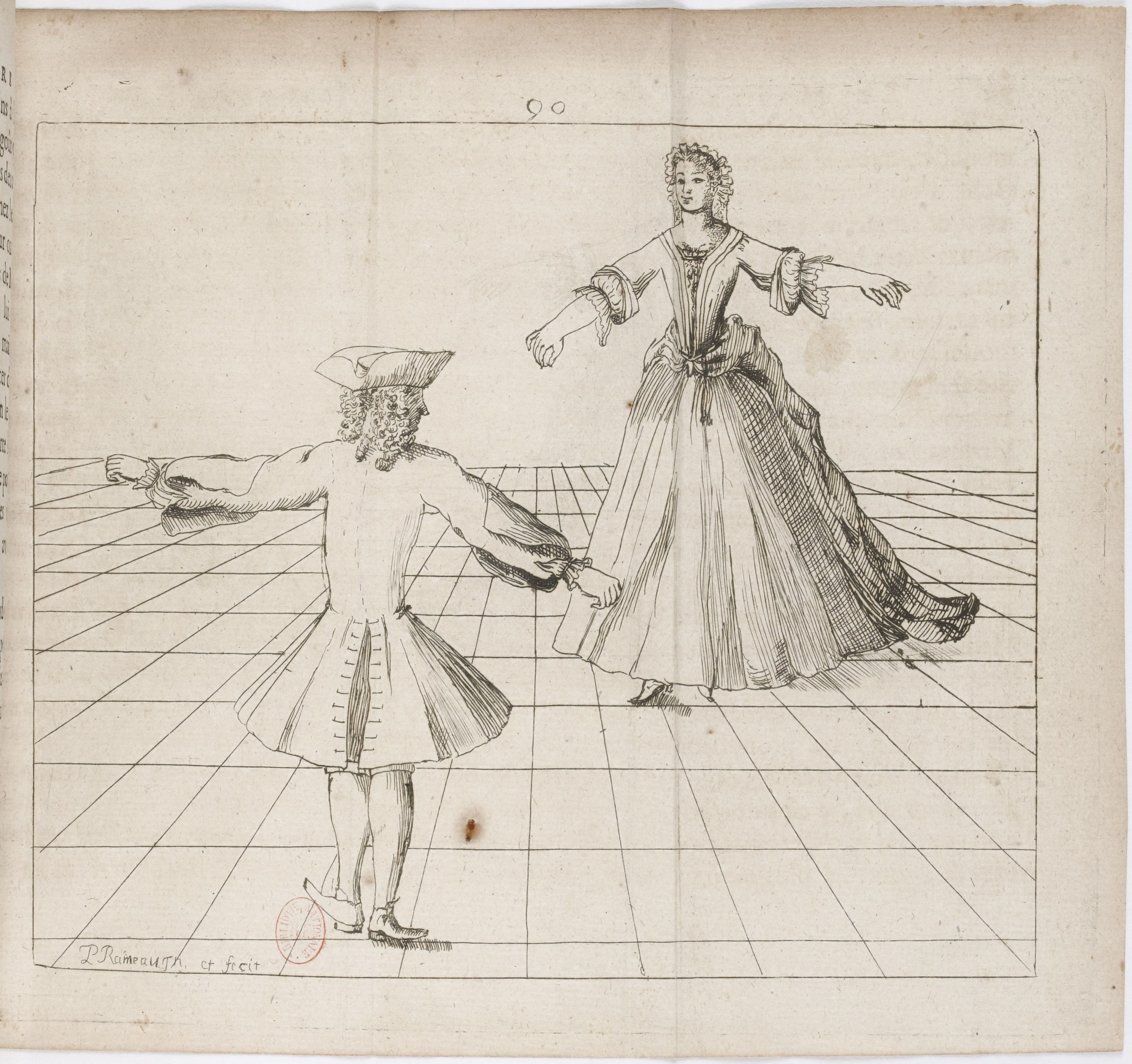
Pierre Rameau, Le Maître à danser, Paris, 1725.

Das Menuett (von französisch menuet; italienisch minuetto, menuetto, englisch minuet deutsch bis ins 19. Jahrhundert häufiger die Menuet oder der Menuet, erst dann das Menuett), aus dem Französischen von „menu pas“ (kleiner, zierlicher Schritt), war der beliebteste Gesellschaftstanz des Adels und des gehobenen Bürgertums in Europa, vom späten 17. bis zum Ende des 18. Jahrhunderts. Es steht im 3⁄4-Takt (selten in 3⁄8 oder 6⁄4), beginnt meistens abtaktig, und besteht meist aus einer Abfolge von 4-, 8- oder 16-taktigen Teilen.
Das Menuett wurde in musikalisch stilisierter Form nach 1750 zum festen Bestandteil der klassischen Sinfonie und ist von vielen Komponisten als Einzelkomposition auch für Soloinstrumente belegt.
Eine für das späte 18. Jahrhundert typische Definition liefert Daniel Gottlob Türk:

„Die [sic!] Menuett, (Minuetto,) ein bekanntes Tanzstück von edlem, reizendem Charakter, im Dreyvierteltakte, (seltener im 3⁄8,) wird mäßig geschwind gespielt und gefällig, aber ohne Verzierungen vorgetragen.“

## Geschichte
Der Ursprung des Menuetts ist weitgehend ungeklärt; früheste Belege für Instrumentalsätze, die zur Begleitung des Tanzes gedacht waren, werden auf die 1660er Jahre datiert. Musik- und Tanztheoretiker des 18. Jahrhunderts führen das Menuett auf den Branle de Poitou zurück
Im späten 17. Jahrhundert wurde das Menuett auch am Hof Ludwigs XIV. eingeführt und löste dort die Courante als zeremoniellen Eröffnungstanz beim königlichen Ball (nach der einleitenden Branlesuite) ab.
Im späten 17. und dem 18. Jahrhundert wurden zahlreiche Menuettsammlungen zum Gebrauch für den Gesellschaftstanz in ganz Europa veröffentlicht [Schwab, Heinrich W.: „Suitensätze und Tanzmodelle. Zur Rezeption des Menuetts in der norddeutschen Region der Buxtehude-Zeit“, in: Dietrich Buxtehude und die europäische Musik seiner Zeit: Bericht über das Lübecker Symposium 1987, hrsg. von Arnfried Edler und Friedhelm Krummacher, Kassel u. a. 1990, S. 183–203.].
Unter Lully wurde das Menuett auch als Theatertanz populär. In seinen Opern und Balletten finden sich zwischen 1664 und seinem Tod 1687 mehr als 90 Menuette. Auch spätere Komponisten schrieben zahlreiche Menuette für die Bühne.
Die ältesten erhaltenen Menuettchoreographien stammen von A. Lorin (um 1685), der sie in der Art von Countrydances mit Menuettschritten notierte, ohne diese aber zu beschreiben. Ein weiteres, für das Theater bestimmte Menuett für zwei Paare wurde von J. Favier (1688) choreographiert. Zwischen 1700 und 1740 wurden über 40 Menuettchoreographien in Beauchamp-Feuillet-Notation veröffentlicht (einige davon als Teile anderer Choreographien), darüber hinaus sind noch sieben Menuette in Manuskriptform erhalten geblieben.

### Grundform

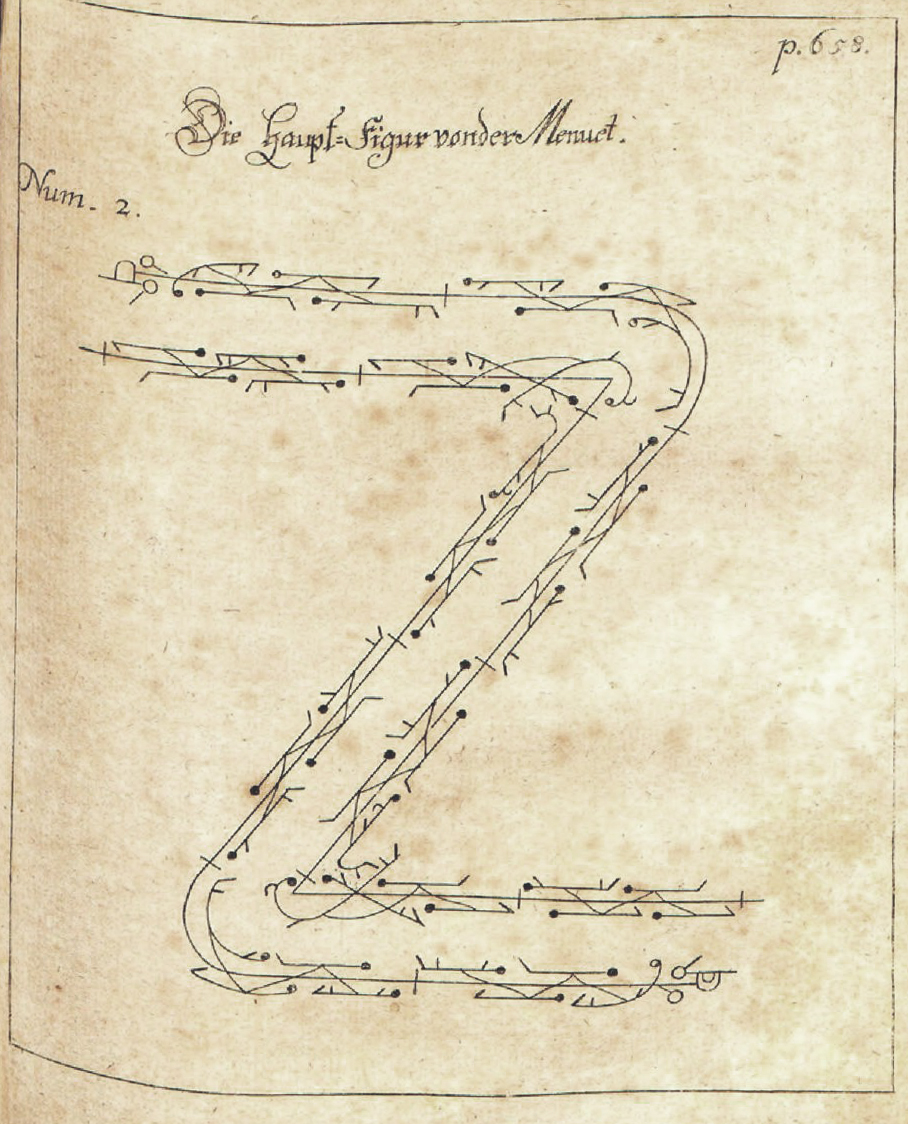
Grundfigur des Menuetts für ein Paar nach Gottfried Taubert, 1717

Das "Menuet ordinaire" oder "Menuet generale", die generische Form, die vom 17. Jahrhundert bis um 1800 in vielen Detailvarianten stark verbreitet war, enthält stets grundlegende Figuren: Nach den Reverenzen zum Publikum und zum Tanzpartner folgt auf das Aufführen der Dame auf den Tanzplatz in eine Diagonale gegenüber, die (nach Belieben der Tanzenden) mehrfach wiederholte "Hauptfigur" auf einem umgekehrten "S" oder (zunehmend) "Z", bei dem sich die Tanzenden auf der Diagonale begegnen und wieder auf den Enden des "Z" auf Abstand gehen (also ein Spiel von Nähe und Distanz), sowie das Geben der rechten wie der linken Hand sowie beider Hände mit jeweiligem Drehen um einen ganzen bzw. halben Kreis. Nach dem Geben (und Drehen) an beiden Händen öffnet das Tanzpaar zum Hauptpublikum und beendet den Tanz.
Bei dieser Menuettform hatten die Tänzer gewisse Freiheiten in der Ausführung der Choreographie, die auch zu jeder beliebigen Menuettmusik getanzt werden konnte. Der Anfang konnte von den Tänzern selbst bestimmt werden, ebenso die Anzahl der "Z"-Figuren zwischen den Handtouren. Damit war die exakte Dauer variabel (Bacquoy-Guedon 1784 spricht von etwa drei Minuten). Insbesondere bis ins frühe 18. Jahrhundert konnten hier statt des Menuett-(Grund)-Schrittes auch bis ins virtuose reichende Schrittvariationen eingesetzt werden, während später mehr festgelegte (Mode-)Variationsschritte aufkamen.
Die meisten in Beauchamps-Feuillet-Notation überlieferten Menuettchoreographien sind hingegen "figurierte Menuette" mit individuell charakteristischen festgelegten Figuren (=Raumwegen) und Schritten. In England sind vom Notator Pemberton auch figurierte Gruppenmenuette für Gruppen aus Schulen für Mädchen aus gehobenen Kreisen (für 6, 8, 10 oder 12 Tänzerinnen) überliefert. Einige Bühnenmenuette enthalten stärker von den Gesellschaftstanzchoreographien abweichende Figuren und Schritte (wenig Anlehnung an die Figuren und Grundschritte des "Menuet ordinaire").

### Pas de Menuet, Contretemps de Menuet
Es existierten verschiedene Varianten des Pas de Menuet. Sie haben alle folgende Gemeinsamkeiten:
- Der Pas de Menuet beginnt immer mit dem rechten Fuß.
- Es handelt sich um vier Schritte (Gewichtsverlagerungen, R L R L), die auf sechs Taktschläge verteilt werden.
- Der Schritt beginnt immer mit einem Demi-Coupé mit einer Plié-Bewegung im Auftakt (Beugung der Knie) und einem Relevé (Streckung der Knie) auf dem ersten Taktschlag.

Die Schritte können durch ein, zwei oder drei Pliés getrennt werden. Insbesondere bei einer schnelleren Variante des Menuettschrittes mit drei Pliés (Pas de Menuet à trois mouvements), kann das abschließende Demi-Coupé durch ein Demi-Jeté ersetzt werden.
Ein weiterer Tanzschritt, der nach dem Menuett benannt ist und fast ausschließlich in Menuettchoreographien verwandt wird, ist der Contretemps de Menuet, der verschiedenen Folgen von Hüpfern, Schritten und Sprüngen beinhaltete. Am häufigsten war eine Variante (Taubert 1717 spricht vom "Contretems a trois sautés") mit Hopp, Schritt, Hopp, Sprung.
Die Schritte des Menuetts kamen auch im Passepied, der ab dem späten 17. Jahrhundert eine schnellere Variante des Menuetts im 3/8 bzw. 6/8-Takt darstellte, zum Einsatz. Die überlieferten Passepiedchoreographien gleichen figurierten Menuetten mit mehr gewundenen Figuren und meist dem Einsatz des Pas de Menuet à trois mouvements.

## Musikalische Formen
In der Instrumentalmusik findet sich das Menuett, ausgehend von Frankreich, bereits im letzten Drittel des 17. Jahrhunderts zahlreich wieder – sowohl z. B. in publizierten Menuettsammlungen als auch in Kammer- oder Orchester-Suiten oder Opern. In der französischen Cembalomusik wurde das erste Menuet (in dieser Schreibweise) von Chambonnières 1670 publiziert (Pièces de clavessin, Bd. II); von da an bildete es sehr oft den Abschluss einer (Cembalo-)Suite, oft zusammen mit einer Gavotte. In Orchestersuiten konnte das Menuett an jeder beliebigen Stelle stehen, außer am Anfang (z. B. bei Lully, Rameau, Fischer, Telemann, Graupner etc.). Im Spätbarock haben viele Menuette bereits einen hohen Grad an Stilisierung erreicht, besonders bei Johann Sebastian Bach, der in seinen Solo-Suiten und Partiten eine eigene, relativ strenge Ordnung pflegte, wo das Menuett, genau wie andere Galanterie-Tänze, zwischen Sarabande und Gigue platziert ist.
Das Tempo des Menuetts war zunächst beschwingt, der Charakter vergnügt, leger, unbeschwert, tändelnd, und zugleich elegant, anmutig und nobel. Johann Mattheson schreibt ihm 1739 als Affect „mässige Lustigkeit“ zu. Daniel Gottlob Türk bescheinigt dem Menuett 1789 einen „edle[n], reizende[n] Charakter“. Im 18. Jahrhundert kam auch ein festlicher Menuett-Typus mit fanfarenartigen Tonrepetitionen auf, den z. B. Rameau in Hippolyte et Aricie (Akt IV; 1733) und in Acanthe et Céphise (1751), und noch Mozart als typisch aristokratisches Menuett im Finale des 1. Aktes des Don Giovanni verwendet (1787).
Historische Pendelangaben des Barock geben 60 bis 77 Takte pro Minute an. In der zweiten Hälfte des 18. Jahrhunderts verlangsamte sich das getanzte Menuett (zunächst 144 – 160 Viertel pro Minute, später bis herunter zu 100), während Menuette in der Kammer- und Orchestermusik oft das zügige Tempo des Barock behielten oder gar noch steigerten (108 Takte pro Minute in Beethovens 1. Sinfonie). Türk gibt das Tempo 1789 als „mäßig geschwind“ an, und meint: „In einigen Gegenden spielt man die Menuetten, wenn sie nicht zum Tanzen bestimmt sind, viel zu geschwind.“
Aus dem Menuett bilden sich Ende des 18. Jahrhunderts drei Kompositionsrichtungen: erstens der langsamere, traditionell tänzerische Satz, zweitens ein Vorläufer des Walzers, der vor allem den Tripeltakt betont, und drittens ein schneller Satz, dessen Hauptaugenmerk auf der Beibehaltung der metrisch geordneten Wiederholungen basiert. In der zweiten Hälfte des 18. Jahrhunderts und in der Wiener Klassik war das Menuett der einzige traditionelle Tanz, der in Sonate und Sinfonie und andere Formen, wie Quartett oder Quintett, übernommen wurde; dort stand es in einer viersätzigen Form meistens an dritter Stelle, zusammen mit einem Trio.
Das wohl berühmteste Menuett überhaupt komponierte Luigi Boccherini 1771 für sein Streichquintett op. 11,5 in E-Dur. Es ist ein hoch stilisiertes Stück in einer feenhaft schwebenden Instrumentierung, mit einem etwas bodenständigeren Trio.
Im 19. Jahrhundert haftet dem Menuett der Ruf des Veralteten an, es wird nur noch selten aufgegriffen. Vereinzelt findet es später noch Verwendung in jüngeren Epochen, bleibt aber eher eine Randerscheinung.

## Form
Das Menuett an sich ist zweiteilig, wobei jeder Teil wiederholt wird; das entspricht der Form ||: A :||: B :|| .
Der Unterabschnitt A ist häufig als 8-taktige Periode ausgeführt, B oft doppelt so lang, also zweimal 8 oder 16 Takte (besonders beim frühen Menuett im 17. Jahrhundert).
So wie bei anderen Tänzen gab es auch ein Menuett in Rondoform, das Menuet en rondeau. Dieses hat meistens die Form A - B - A - C - A, oder die einfachere Form A - B - A. Es war jedoch seltener als z. B. eine Gavotte en rondeau.
Französische Clavecinisten schrieben manchmal eine Variation zum Menuett, dies nennt sich Menuet en Double. Im Spätbarock wurde ein Menuett auch manchmal Thema mehrerer Variationen, z. B. in Händels Cembalo-Suite d-moll (G 118–122).
Schon bei Lully und anderen französischen Komponisten wurde das Menuett oft mit einem zweiten Menuett gepaart, man spricht dann von: Menuet I und Menuet II. Das erste Menuett wird nach dem zweiten wiederholt (Da capo), es trägt deswegen manchmal die Bezeichnung „alternativement“ (abwechselnd). Es entsteht also eine übergeordnete Form A-B-A. Die beiden Menuette können die normale zweiteilige Form aufweisen, oder eines kann ein Menuet en Rondeau sein.
Das zweite Menuett wurde in Orchestermusik und schon bei Lully oft solistisch ausgeführt, z. B. von zwei Oboen und Fagott, oder von zwei Violinen und Violoncello. Daher kommt die Bezeichnung Trio. Aus dieser Tradition heraus ergibt sich der oft solistische, kammermusikalische Charakter, den auch Haydn und Mozart noch in den Trios ihrer Menuette pflegen. Neben der Instrumentierung kontrastiert das Trio meist auch in Tonart und Dynamik mit dem Menuett I.
Ein Satz mit der Vorschrift A tempo di minuetto (oder nur Tempo di minuetto, auch Tempo di menuetto) übernimmt nur das Tempo und eventuell den Charakter des Menuetts, nicht seine typische Form. Da es sich normalerweise um Konzertsätze handelt, ist ein solcher Satz oft viel länger als ein normales Menuett und kann auch virtuose Elemente beinhalten (z. B. A tempo di Minuetto in Telemanns Blockflöten-Konzert in C-Dur, TWV 51:C 1; oder das Rondo aus Mozarts Fagottkonzert B-Dur KV 191 (1774)). Schon Mattheson wies darauf hin, dass auch Arien deutscher und italienischer Komponisten manchmal im Tempo di minuetto geschrieben sind, manchmal handelt es sich um Dacapo-Arien. Beispiele sind die Auftrittsarie „Prangt die allerschönste Blume“ des Croesus in der gleichnamigen Oper (1730) von Reinhard Keiser, oder Porporas Arie für Farinelli „Dall' amor più sventurato“ aus seiner Oper Orfeo (1736).

## Andere Quellen

### Noten
- Jean-Henry d'Anglebert: Pièces de Clavecin – Édition de 1689, Facsimile, publ. sous la dir. de J. Saint-Arroman, Courlay: Édition J. M. Fuzeau, 1999.
- Manuscrit Bauyn, …, troisième Partie: Pièces de Clavecin de divers auteurs, Facsimile, prés. par Bertrand Porot, Courlay: Édition J. M. Fuzeau, 2006.
- Jacques Champion de Chambonnières: Les Pièces de Clavessin, Vol. I & II, Facsimile of the 1670 Paris Edition, New York: Broude Brothers, 1967.
- Louis-Nicolas Clérambault: Pièces de clavecin (1703), New York: Performer’s Facsimiles (24522), o. J.
- Christoph Graupner: Monatliche Clavierfrüchte (1722), Facsimile, prés. par Oswald Bill, publ. sous la dir. de J. Saint-Arroman, Courlay: Édition J. M. Fuzeau, 2003.
- George Frideric Handel: Keyboard Works for Solo Instrument (from the Deutsche Händelgesellschaft Edition), ed. by Friedrich Chrysander, New York: Dover Publications, 1982.
- Élisabeth Jacquet de la Guerre: Les Pièces de Clavecin, Premier Livre, 1687. Facsimile, publ. sous la dir. de J. Saint-Arroman, Courlay: Édition J. M. Fuzeau, 1997.
- Louis Marchand: Pièces de Clavecin, Livre Premier (1702) und Livre Second (1703). Gesamtausgabe, Facsimile, publ. sous la dir. de J. Saint-Arroman, Courlay: Édition J. M. Fuzeau, 2003.
- Wenzeslaus Matiegka: Dodici minuetti brillanti op. 15 per chitarra. Hrsg. von B. Tonazzi. Edizioni Suvini Zerboni, Mailand.
- Jean-Philippe Rameau: Pièces de Clavecin (Gesamtausgabe), hrsg. von E. R. Jacobi, Kassel et al.: Bärenreiter, 1972.

### Einspielungen
- Jean-Philippe Rameau: Orchestral Suites (Acanthe et Céphise & Les Fêtes d'Hébé), Orchestra of the Eighteenth Century, Frans Brüggen, erschienen bei: glossa GCD C81103, 1997. (http://www.glossamusic.com/glossa/reference.aspx?id=130, gesehen am 14. August 2017).
- Jean-Philippe Rameau: Orchestersuite aus "Hippolyte et Aricie" 1733, La Petite Bande, Sigiswald Kuijken, erschienen bei: deutsche harmonia mundi 1979 (LP).